# Deltocephalus replicatus
Deltocephalus replicatus är en insektsart som beskrevs av Delong 1984. Deltocephalus replicatus ingår i släktet Deltocephalus och familjen dvärgstritar. Inga underarter finns listade i Catalogue of Life.